# 37250 Juliemitchell
37250 Juliemitchell è un asteroide della fascia principale. Scoperto nel 2000, presenta un'orbita caratterizzata da un semiasse maggiore pari a 3,163192 UA e da un'eccentricità di 0,164446, inclinata di 9,185707° rispetto all'eclittica. Ha un diametro di 9,094 km.